# Syndactyla roraimae
Syndactyla roraimae là một loài chim trong họ Furnariidae.